# Інгібітори зворотного захоплення аденозину

Аденозин

Інгібітор зворотного захоплення аденозину (англ. AdoRI) — це тип лікарського засобу, який діє як інгібітор зворотного захоплення пуринового нуклеозиду та нейромедіатора аденозину, блокуючи дію одного або кількох рівноважних транспортерів нуклеозидів (англ. ENT). Це, у свою чергу, призводить до підвищення позаклітинних концентрацій аденозину і, отже, до збільшення аденозинергічної нейротрансмісії.

## Перелік AdoRI
- Acadesine[4]
- Acetate[4]
- Барбітурати[5][6]
- Бензодіазепіни[5][7][8][9][10][11][12]
- Блокатори кальцієвих каналів[4]
- Карбамазепін[4]
- Carisoprodol[13][14][15]
- Цилостазол[16]
- Cyclobenzaprine[17][18]
- Dilazep[1]
- Дипіридамол[1][19]
- Естрадіол[20]
- Етанол[21]
- Flumazenil[4]
- Hexobendine[22]
- Гідроксизин[23]
- Індометацин[4]
- Інозин[24]
- KF24345[25]
- Мепробамат[13][14]
- Nitrobenzylthioguanosine[26]
- Nitrobenzylthioinosine[1][27]
- Папаверин[28]
- Пентоксифілін[29]
- Phenothiazines[17][30]
- Фенітоїн[31]
- Прогестерон[20]
- Propentofylline[32]
- Пропофол[5][33]
- Puromycin[17]
- R75231[34]
- RE 102 BS[35]
- Soluflazine[36][37]
- Toyocamycin[17]
- Tracazolate[23]
- Трициклічні антидепресанти[17][18]